# Courtney Barnett
Courtney Barnett (Melbourne, 3 novembre 1987) è una cantautrice australiana.
Il suo album Sometimes I Sit and Think, and Sometimes I Just Sit ha ottenuto un vasto successo internazionale ed è stato definito da Rolling Stone come il più acuto album di debutto del 2015.

## Carriera
Dopo aver fatto parte di alcuni gruppi australiani, ha fondato una sua etichetta personale, la Milk! Records, con la quale ha inciso i suoi primi due EP. Questi sono stati successivamente uniti in The Double EP: A Sea of Split Peas, che l'ha fatta conoscere nell'ambiente internazionale, ricevendo un invito a partecipare alla trasmissione televisiva The Tonight Show Starring Jimmy Fallon e al Coachella Festival. L'EP è entrato nella classifica Billboard 200. Nel 2015 ha pubblicato il primo album Sometimes I Sit and Think, and Sometimes I Just Sit che, fra l'altro, ha raggiunto il 4º posto nella classifica australiana e il 20° in Billboard 200.
Nel 2015, Courtney Barnett ha ricevuto una "nomination" ai Grammy Award nella categoria del "migliore nuovo artista".
Nel 2017 inizia una collaborazione con Kurt Vile; ad agosto 2017 esce il loro primo singolo Over Everything. L'album collaborativo Lotta Sea Lice viene poi pubblicato nell'ottobre seguente.
Nel maggio 2018 pubblica l'album Tell Me How You Really Feel. 
Nel settembre 2021 partecipa all'album tributo I'll Be Your Mirror: A Tribute to The Velvet Underground & Nico, incidendo la cover di I'll Be Your Mirror. Nel novembre 2021 pubblica l'album Things take time, take time.

## Nella cultura di massa
I suoi due brani Avant Gardener e Pedestrian at Best compaiono nella serie The Vampire Diaries. Il pezzo Avant Gardener è inoltre presente nell'ultimo episodio della seconda stagione del cartone Bojack Horseman. Il brano Pedestrian at Best compare invece nella colonna sonora del videogioco Gran Turismo Sport e, fino al 1º dicembre 2018, tra le tracce giocabili del videogioco Guitar Hero Live. Il brano City Looks Pretty dell'album Tell Me How You Really Feel è tra le tracce che compongono la colonna sonora del videogioco FIFA 19.

## Discografia

### Album
- 2015 - Sometimes I Sit and Think, and Sometimes I Just Sit,  Milk!, Marathon, House Anxiety, Mom + Pop
- 2017 - Lotta Sea Lice, Matador, Marathon, Milk! (album collaborativo con Kurt Vile)
- 2018 - Tell Me How You Really Feel, Milk!, Mom + Pop, Marathon
- 2021 - Things Take Time, Take Time, Milk!, Marathon, Mom + Pop
- 2023 - End Of The Day

### EP
- 2011 - I've Got a Friend Called Emily Ferris, Milk! Records
- 2013 - How to Carve a Carrot into a Rose, Milk! Records
- 2014 - The Double EP: A Sea of Split Peas, Milk! Records